# NPO Nieuws
NPO Nieuws (tot 2014: NOS Journaal 24) was van 2004 tot 2021 een digitaal themakanaal van de Nederlandse televisieomroep NPO, dat werd verzorgd door de NOS. Het kanaal is in 2021 opgegaan in NPO Politiek en Nieuws.
Het zond vierentwintig uur per dag herhalingen van het NOS Journaal uit, via de kabel, interactieve televisie en internet. Daarnaast waren belangrijke nieuwsgebeurtenissen er te volgen.
De laatste journaaluitzending op de televisie werd herhaald tot de volgende uitzending van het NOS Journaal. In voorkomende gevallen werden ook speciale uitzendingen van de NOS via het themakanaal uitgezonden. Naast de reguliere NOS Journaals zond het digitale themakanaal drie eigen programma's uit: het NOS Journaal Plus (extra informatie), het NOS Journaal Weekoverzicht en NOS Journaal Reportages (de interessantste reportages van de voorafgaande week).
Tot 16 september 2007 werden er via TekstTV ook teletekstberichten getoond. Deze zijn afgeschaft, maar wel waren de headlines te lezen in een balk onderaan het scherm.
Op 15 december 2021 werd het aantal digitale themakanalen van de NPO verminderd, en verdwenen de kanalen NPO Nieuws en NPO Zappelin Extra. NPO Nieuws werd samengevoegd met NPO Politiek, dat werd hernoemd naar NPO Politiek en Nieuws.

## Beeldmerk

Het logo van Journaal 24 gebruikt van mei 2009 t/m 10 maart 2014
Het logo van NPO Nieuws gebruikt van 10 maart 2014 t/m 15 december 2021